# Дабл-диск-корт

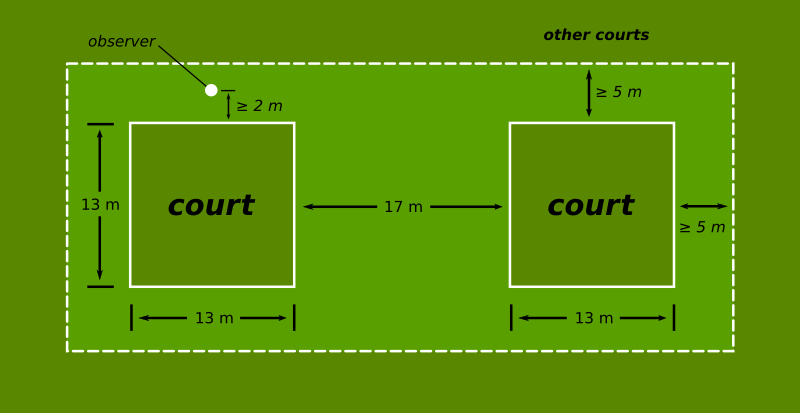
Поле для дабл-диск-корту

Дабл-диск-корт (англ. Double Disk Court) — спортивна гра з летючими дисками.
У Дабл-диск-корт можна грати як на вулиці, так і в залі. Майданчик для гри повинен бути рівним. Ігрове поле складається із двох квадратів зі сторонами по 13 метрів на відстані 17 метрів один від одного. Межі квадратів бажано виділяти яскравою стрічкою. Гра проходить з використанням двох дисків по 110 грам кожний. Для цього підійдуть навіть найпростіші диски, що продаються в будь-якому спортивному магазині. У грі беруть участь дві команди по двох людини в кожній. Кожна команда захищає свій квадрат.
Напад. Нападник (гравець із диском) прагне кинути диск так, щоб:
1) він приземлилася й залишився у квадраті команди-супротивника;
2) обидвоє (або один з) опонентів одночасно виявилися в контакті з обома дисками.
Захист. Гравці, що захищаються, прагнуть:
1) захищати свій квадрат, ловлячи диски, які можуть приземлитися й залишитися у квадраті;
2) уникати одночасного контакту обох (або одного) гравців(я) з обома дисками.
Очки. Одна з команд одержує одне очко якщо:
1) інша губить диск;
2) диск приземлився й залишився у квадраті іншої;
3) інша команда кидає диск, який летить за межі квадратів.
Одна з команд одержує два очка (Double — дабл) якщо:
1) в іншій команді один з гравців перебуває одночасно в контакті з обома дисками;
2) один диск перебуває в руках одночасно двох гравців іншої команди, інший впав у квадрат цієї ж команди і залишився в ньому;
3) обидва диски впали у інший квадрат і залишилися там;
4) один диск впав у квадрат іншої команди і залишився в ньому, а другий диск один з гравців цієї команди кинув за межі поля.
Стратегія:
Найчастіше використовувана стратегія для «дублювання» опонентів — запуск диску супротивникові дуже повільно або дуже високо. Аналізуючи політ першого диска, другий диск запускається так, щоб він потрапив на половину супротивника одночасно з першим.
Захищаючись, опоненти повинні впоратися з двома дисками, що прилітають одночасно. Вони повинні піймати диски й кинути їх назад супротивникам, але не повинні бути в контакті з ними одночасно. Якщо вони не зможуть піймати диск, і він залишиться на їхній половині, вони втрачають очко. Вони втрачають два очка, якщо обидва диски приземляться у квадраті або вони одночасно будуть у контакті з дисками. Щоб уникнути втрати очок, гравці повинні успішно захищатися від «задублювання». У міру наближення двох дисків до них, вони повинні вирішити, як піти від спроби «задублювання». Гравці можуть або зловити й швидко відправити назад перший диск перше ніж піймати другий диск, або один із гравців може підкинути на льоту один з дисків, даючи іншому гравцеві досить часу, щоб зловити й відправити назад інший диск. Підкинутий диск може бути пійманий і відправлений опонентам, для спроби «задублювання» їх. Постійні спроби «задублювання» опонентів і способи відходу від них роблять цю гру захопливою.
Протягом кількох секунд гравці змінюються в ролях нападників і тих, що захищаються. У гравців є великий вибір стратегій різних варіантів, що включають, кидки і їх позиціонування. У цю гру найкраще грати суперникам однакового рівня, але вона однаково захоплююча для гравців з будь-яким рівнем. Навички найкращих гравців містять у собі рухливість, швидкість, силу, уміння правильно вловити момент, точність, уміння ловити й підкидати.